# Augusta Stanley
Pour les articles homonymes, voir Stanley.
Lady Augusta Elizabeth Frederica Stanley, née le 3 avril 1822 et morte le 1er mars 1876, est la fille de Thomas Bruce, 7e comte d'Elgin et d'Elizabeth Oswald, comtesse d'Elgin. 

## Biographie
Elle grandit à Paris après le décès de son père. Elle est dame de compagnie de la reine Victoria. Elle rencontre Arthur P. Stanley, doyen de Westminster, qu'elle épouse dans la maison de Mary Elizabeth Mohl (en) à Paris.
En 1874, elle dévoile à Bedford la statue de John Bunyan (en) faite par Joseph Boehm.
Elle est inhumée aux côtés de son mari dans la chapelle d'Henry VII de l'abbaye de Westminster. Un mémorial à l'honneur de Lady Augusta, commandé par la reine Victoria, se trouve à Frogmore.
Certaines lettres de Stanley sont publiées dans Letters of Lady Augusta Stanley: A Young Lady at Court 1849-1863, un ouvrage rédigé par le doyen de Windsor et Hector Bolitho.

## Publications
- (en) Later letters of Lady Augusta Stanley, 1864-1876 : including many unpublished letters to and from Queen Victoria and correspondence with Dean Stanley, her sister, Lady Frances Baillie, and others, Londres, J. Cape, 1929, 288 p.